# Sainghin-en-Mélantois
Sainghin-en-Mélantois (flämisch: Singem) ist eine französische Gemeinde mit 2.844 Einwohnern (Stand: 1. Januar 2022) im Département Nord in der Region Hauts-de-France. Sie gehört zum Arrondissement Lille und zum Kanton Templeuve-en-Pévèle. Die Einwohner werden Sainghinois und Sainghinoises genannt.

## Geographie
Die Gemeinde Sainghin-en-Mélantois liegt an der Marque, etwa neun Kilometer südöstlich des Stadtzentrums von Lille und sieben Kilometer westlich der Grenze zu Belgien. Umgeben wird Sainghin-en-Mélantois von den Nachbargemeinden Villeneuve-d’Ascq im Norden, Anstaing und Gruson im Nordosten, Bouvines im Osten und Südosten, Cysoing im Südosten, Péronne-en-Mélantois im Süden, Fretin im Südwesten, Lesquin im Westen sowie Lezennes im Nordwesten. Im Gemeindegebiet befindet sich das Autobahndreieck der Autoroute A23 mit der Autoroute A27.

## Bevölkerungsentwicklung
| Jahr                       | 1962 | 1968 | 1975 | 1982 | 1990 | 1999 | 2006 | 2012 | 2021 |
| Einwohner                  | 1696 | 1724 | 1901 | 2396 | 2562 | 2544 | 2334 | 2524 | 2848 |
| Quellen: Cassini und INSEE |      |      |      |      |      |      |      |      |      |

## Sehenswürdigkeiten
- Kirche Saint-Nicolas aus dem 16. Jahrhundert
- gallorömischer Tumulus, genannt Mont des Tombes (Berg der Gräber), Monument historique seit 1970
- ehemaliges Fort Sanghin als Teil der Maginot-Linie
- Lapidarium mit gallorömischen Bauresten

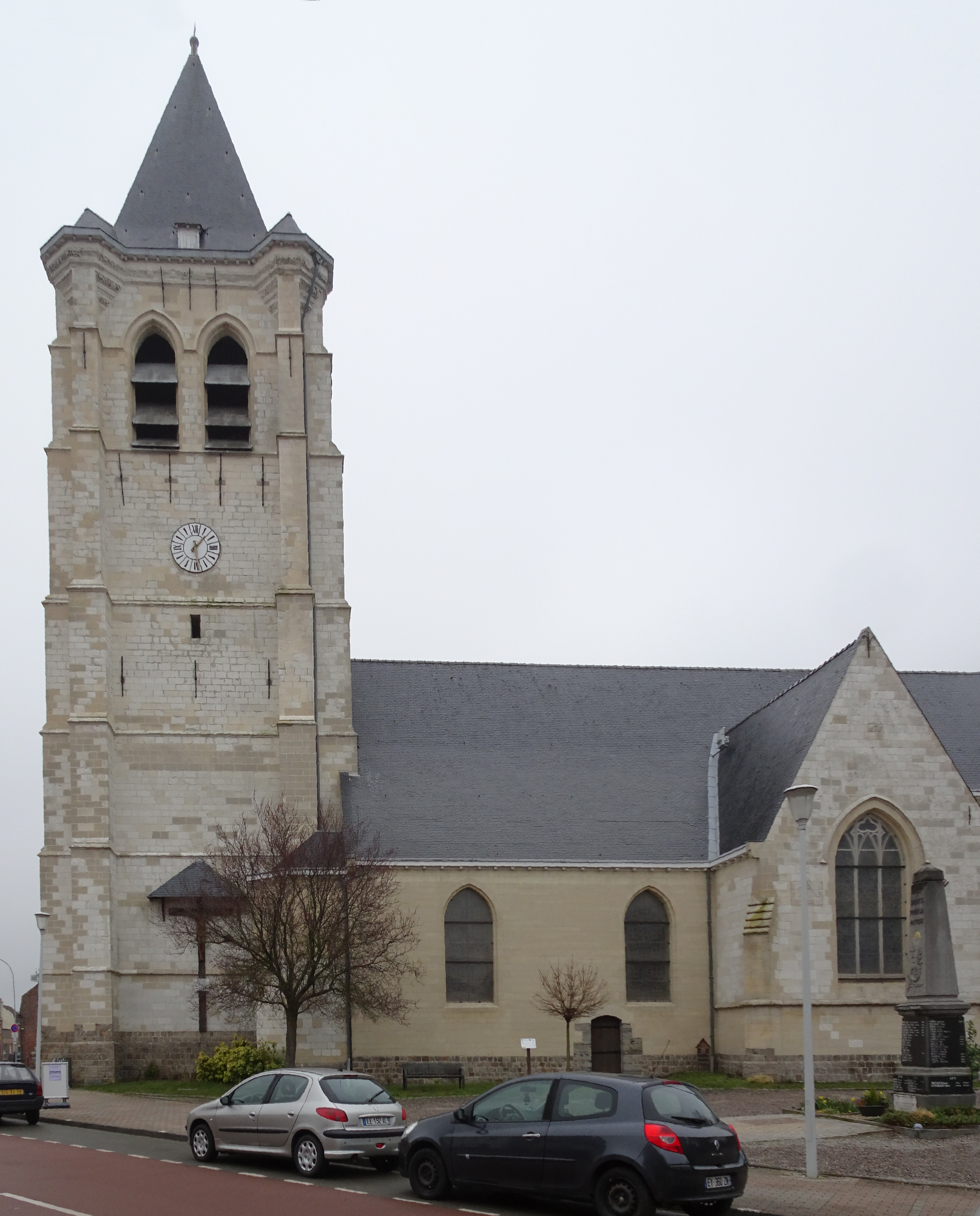
Kirche Saint-Nicolas
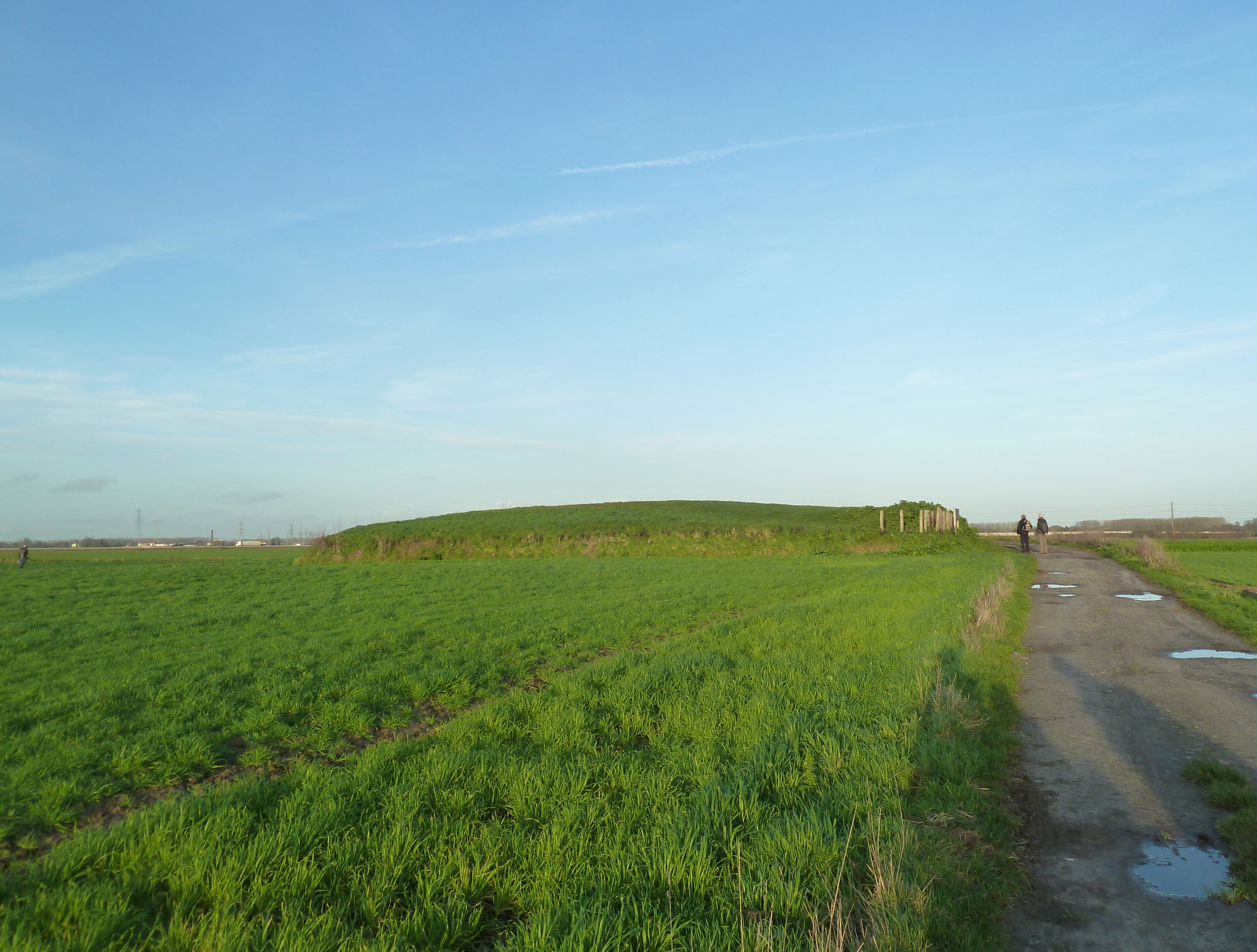
Tumulus Mont des Tombes
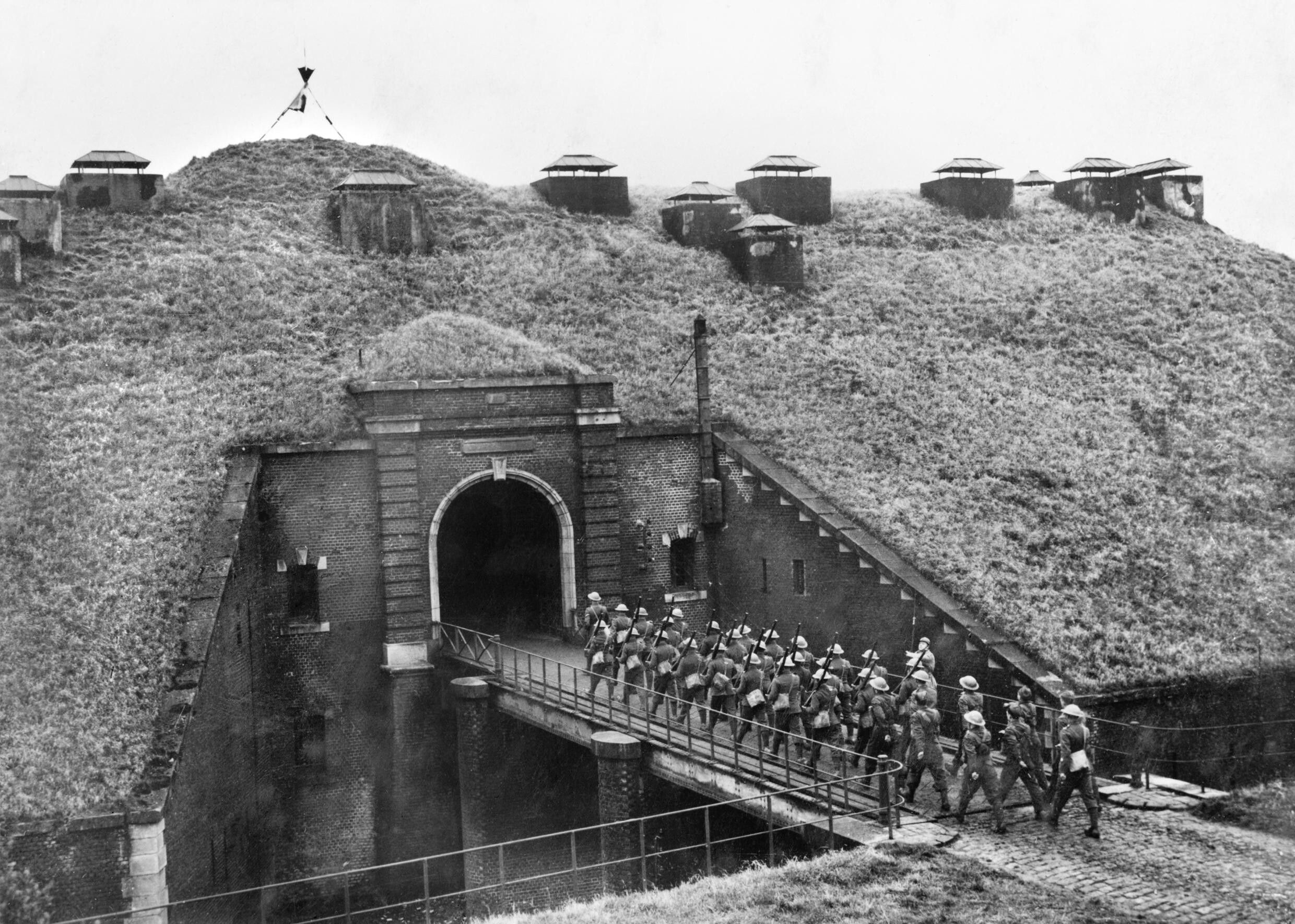
Fort Sanghin im Jahr 1939
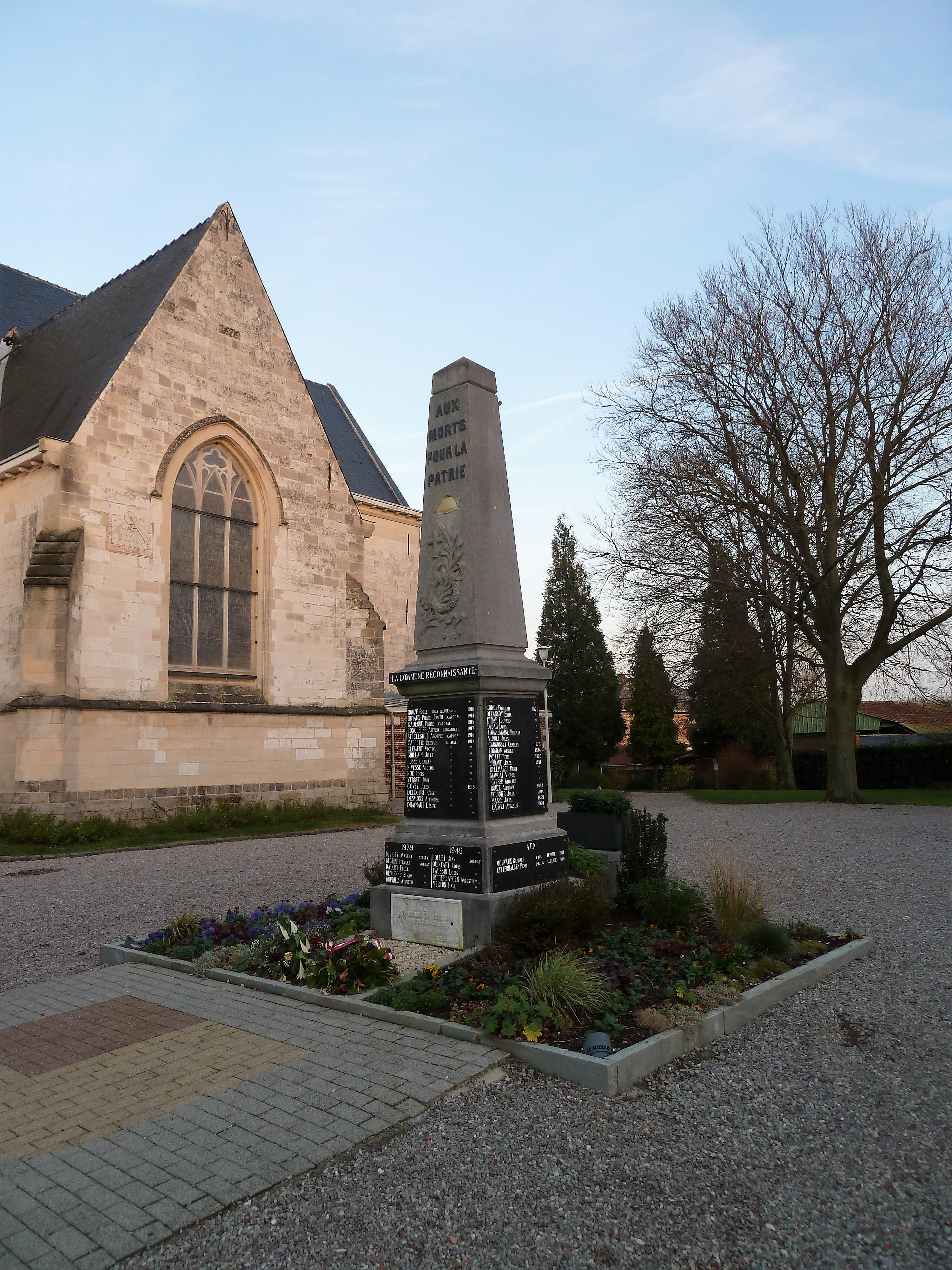
Gefallenendenkmal
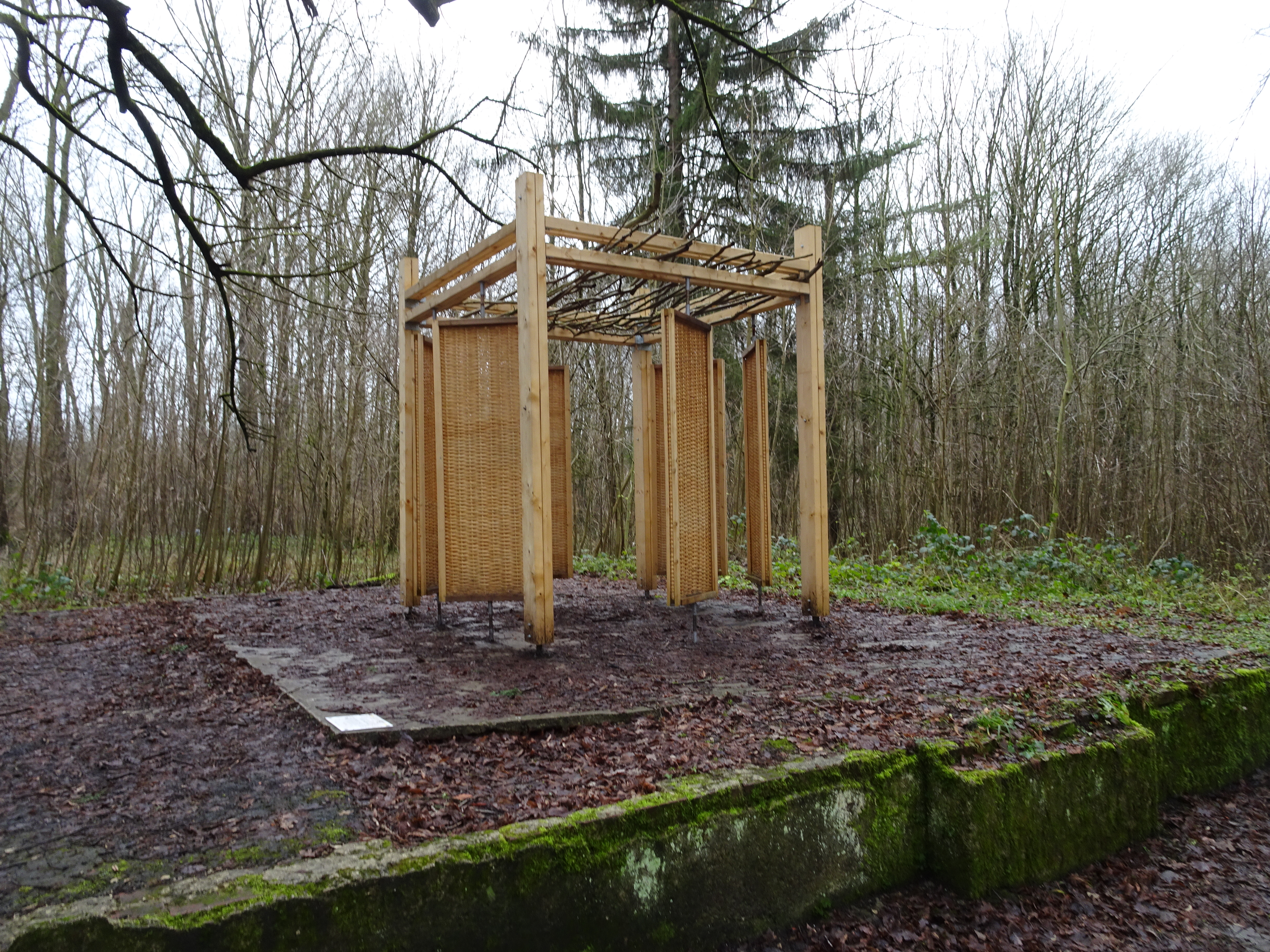
Überreste des feudalen Hügels